# Distichophyllum limpidum
Distichophyllum limpidum är en bladmossart som beskrevs av George Henry Kendrick Thwaites och Mitten 1873. Distichophyllum limpidum ingår i släktet Distichophyllum och familjen Hookeriaceae. Inga underarter finns listade i Catalogue of Life.